# Dirka po Franciji 1976
| Mesto | Ime                  | Država     | Čas          |
| ----- | -------------------- | ---------- | ------------ |
| 1     | Lucien Van Impe      | Belgija    | 116h 22' 23" |
| 2     | Joop Zoetemelk       | Nizozemska | 4' 14"       |
| 3     | Raymond Poulidor     | Francija   | 12' 08"      |
| 4     | Raymond Delisle      | Francija   | 12' 17"      |
| 5     | Walter Riccomi       | Italija    | 12' 39"      |
| 6     | Francisco Galdos     | Španija    | 14' 50"      |
| 7     | Michel Pollentier    | Belgija    | 14' 59"      |
| 8     | Freddy Maertens      | Belgija    | 16' 09"      |
| 9     | Fausto Bertoglio     | Italija    | 16' 36"      |
| 10    | Vicente Lopez-Carril | Španija    | 19' 28"      |

Dirka po Franciji 1976 je bila 63. dirka po Franciji, ki je potekala leta 1976.

## Pregled
| Kategorije                          | Podatki                   |
| ----------------------------------- | ------------------------- |
| Začetek-konec                       | St. Jean de Monts - Pariz |
| Dolžina (km)                        | 4.016                     |
| Število etap                        | 22                        |
| Povprečna hitrost zmagovalca (km/h) | 34,518                    |
| Kolesarjev                          | 130                       |
| Tekmo končalo                       | 87                        |